# Гомоляко Сергій Юрійович
Сергій Гомоляко (рос. Серге́й Гомоля́ко, нар. 19 січня 1970, Челябінськ) — російський хокеїст, що грав на позиції крайнього нападника. Грав за збірну команду Росії.

## Ігрова кар'єра
Вихованець челябінського хокею. Професійну хокейну кар'єру розпочав 1986 року виступами в складі першолігового «Металурга» (Челябінськ).
У 17 років дебютував у складі провідного челябінського клубу «Трактор» у складі якого виступав до 1995 року. 1989 року був обраний на драфті НХЛ під 189-м загальним номером командою «Калгарі Флеймс». Перебуваючи в складі «Трактора» залучався до лав національної збірної Росії.
У 1995 разом з головним тренером Валерієм Бєлоусовим перейшов до складу команди «Металург» (Магнітогорськ). Відігравши п'ять сезонів у складі магнітогорського клубу щорічно змінював команди: «Лада», «Сєвєрсталь», «Хімік» (Воскресенськ), «Мечел» та «Салават Юлаєв».

## Тренерська кар'єра
З 17 жовтня 2006 асистент головного тренера чеховського клубу «Витязь». З 29 жовтня 2007 головний тренер підмосковної команди. 5 листопада 2008 відправлений у відставку через незадовільні результати команди - на той момент «Витязь» посідав останнє місце в чемпіонаті КХЛ. У сезоні 2009/10 селекціонер команди, а в наступному сезоні очолив молодіжний склад клубу «Витязь».
З липня по жовтень 2011 асистент головного тренера «Автомобіліст» (Єкатеринбург). 
9 жовтня 2011 увійшов до тренерського штабу «Металург» (Магнітогорськ), а з 29 березня 2013 начальник команди.
17 вересня 2014 призначений першим віце-президентом клубу «Трактор» (Челябінськ).

## Нагороди та досягнення
- Чемпіон світу серед молодіжних команд — 1989.
- Чемпіон Росії в складі «Металург» (Магнітогорськ) — 1999.

## Статистика
| 1986-87                              | «Металург» (Челябінськ)              | Перша ліга                           | 33  | 6   | 5   | 11  | 24  |    |    |    |    |     |
| 1987-88                              | «Металург» (Челябінськ)              | Перша ліга                           | 27  | 15  | 14  | 29  | 40  |    |    |    |    |     |
| 1987-88                              | «Трактор»                            | СРСР                                 | 21  | 2   | 4   | 6   | 12  |    |    |    |    |     |
| 1988-89                              | «Трактор»                            | СРСР                                 | 24  | 8   | 4   | 12  | 10  |    |    |    |    |     |
| 1989-90                              | «Трактор»                            | Перех.                               | 31  | 14  | 6   | 20  | 12  |    |    |    |    |     |
| 1990-91                              | «Трактор»                            | СРСР                                 | 26  | 9   | 7   | 16  | 36  |    |    |    |    |     |
| 1990-91                              | «Трактор»                            | Перех.                               | 27  | 15  | 5   | 20  | 20  |    |    |    |    |     |
| 1991-92                              | «Трактор»                            | СНД                                  | 30  | 5   | 10  | 15  | 18  | 8  | 1  | 2  | 3  | 29  |
| 1992-93                              | «Трактор»                            | МХЛ                                  | 39  | 13  | 19  | 32  | 48  | 8  | 1  | 3  | 4  | 14  |
| 1993-94                              | «Трактор»                            | МХЛ                                  | 29  | 16  | 11  | 27  | 36  |    |    |    |    |     |
| 1994-95                              | «Трактор»                            | МХЛ                                  | 23  | 10  | 24  | 34  | 54  | 3  | 1  | 3  | 4  | 30  |
| 1995-96                              | «Металлург» Мг                       | МХЛ                                  | 47  | 12  | 10  | 22  | 49  | 10 | 4  | 5  | 9  | 16  |
| 1996-97                              | «Металлург» Мг                       | РСЛ                                  | 43  | 15  | 21  | 36  | 34  | 11 | 3  | 2  | 5  | 16  |
| 1997-98                              | «Металлург» Мг                       | РСЛ                                  | 35  | 11  | 12  | 23  | 20  | 9  | 4  | 7  | 11 | 6   |
| 1998-99                              | «Металлург» Мг                       | РСЛ                                  | 37  | 11  | 7   | 18  | 28  | 16 | 4  | 5  | 9  | 12  |
| 1999-00                              | «Металлург» Мг                       | РСЛ                                  | 34  | 9   | 8   | 17  | 22  | 12 | 4  | 6  | 10 | 10  |
| 2000-01                              | «Лада»                               | РСЛ                                  | 41  | 10  | 11  | 21  | 41  | 2  | 0  | 0  | 0  | 2   |
| 2001-02                              | «Сєвєрсталь»                         | РСЛ                                  | 7   | 0   | 0   | 0   | 4   |    |    |    |    |     |
| 2001-02                              | «Хімік» (Воскресенськ)               | Вища ліга                            | 25  | 6   | 3   | 9   | 12  | 13 | 3  | 4  | 7  | 8   |
| 2002-03                              | «Мечел»                              | РСЛ                                  | 29  | 5   | 11  | 16  | 16  |    |    |    |    |     |
| 2002-03                              | «Металлург» Мг                       | РСЛ                                  | 18  | 2   | 4   | 6   | 8   | 2  | 0  | 2  | 2  | 4   |
| 2003-04                              | «Салават Юлаєв»                      | РСЛ                                  | 53  | 10  | 12  | 22  | 53  |    |    |    |    |     |
| 2004-05                              | «Мечел»                              | Вища ліга                            | 44  | 24  | 15  | 39  | 71  | 6  | 4  | 3  | 7  | 4   |
| 2005-06                              | «Мечел»                              | Вища ліга                            | 21  | 5   | 16  | 21  | 55  |    |    |    |    |     |
| Усього в СРСР, СНД, МХЛ та Суперлізі | Усього в СРСР, СНД, МХЛ та Суперлізі | Усього в СРСР, СНД, МХЛ та Суперлізі | 536 | 148 | 175 | 323 | 489 | 81 | 22 | 35 | 57 | 139 |